# Lidschlussreflex

Menschliches Auge mit offenem/geschlossenen Augenlid

Der Lidschlussreflex (auch Orbicularis-oculi-Reflex, Kornealreflex, Blinkreflex) ist ein reflektorischer Schutzmechanismus des Auges. Er wird meist durch mechanische Einwirkungen (sowohl von Feststoffen als auch Flüssigkeiten) auf die Hornhaut und die nähere Augenumgebung ausgelöst und äußert sich durch ein rasches Verschließen der Augenlider. Er dient dem Schutz vor Fremdkörpern, vor Austrocknung und vor Schädigung des Augapfels. Ein unwillkürlicher Lidschluss tritt auch bei starker Lichtreizung auf das Auge auf, bei spontanen akustischen oder visuellen Reizen, sowie als Folge auf einen Schreckreiz.

## Neurophysiologie

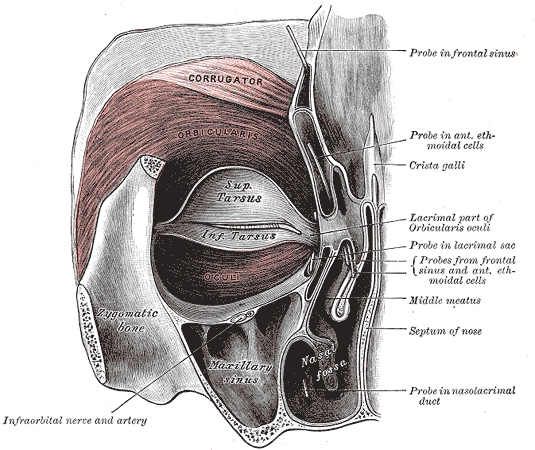
An der Lidschlussreaktion beteiligte Muskulatur

Der Lidschlussreflex ist ein sogenannter Fremdreflex. Der afferente (zum Gehirn verlaufende) Schenkel des Reflexbogens verläuft bei taktilen Reizen über den Nervus ophthalmicus, einen Ast des fünften Hirnnerven (Nervus trigeminus), bei optischen Reizen (grelles Licht) über den Sehnerven. Er leitet die Erregung nach Umschaltung im Trigeminuskomplex über den Colliculus superior oder Nucleus ruber zur Formatio reticularis, erst von dort zum Reflexzentrum im Hirnstamm, den Fazialiskern. Ein geringer Teil der Afferenzen erreicht diesen Kern auch direkt. Von dort wird über den efferenten Schenkel, den Nervus facialis (Hirnnerv VII), eine Kontraktion des Musculus orbicularis oculi ausgelöst. Der Reflex vollzieht sich innerhalb etwa 250 ms, allerdings reagieren zwischen 10 % und 20 % aller Testpersonen nicht mit einem Lidschlussreflex auf Lichtreize. Auch akustische Reize können einen reflektorischen Lidschluss auslösen.
Wie der Pupillenreflex ist der Lidschlussreflex ein konsensueller Reflex, d. h., die Afferenzen werden auf beide prämotorische Areale geleitet. Auch beim nicht gereizten Auge schließt sich das Augenlid (beim Pupillenreflex verengt sich bei einseitiger Bestrahlung auch das andere Auge).

## Lidschlussreflexzeit
Die Bundesanstalt für Arbeitsschutz und Arbeitsmedizin stellt fest, dass unter typischen Laserklasse-2-Bedingungen nur 17 % der Probanden mit einem Lidschlussreflex reagierten und somit dieser Reflex als einziger Schutzmechanismus bei Expositionen durch Laserstrahlung dieser Klasse keineswegs ausreicht. In der Berufsgenossenschaftlichen Information 832 „Betrieb von Lasereinrichtungen“ vom April 2003 heißt es: „Von dem Vorhandensein des Lidschlussreflexes zum Schutz der Augen darf in der Regel nicht ausgegangen werden. Daher sollte man, falls Laserstrahlung der Klasse 2 ins Auge trifft, bewusst die Augen schließen oder sich sofort abwenden“. Die Lidschlussreflexzeit ist von zahlreichen Einflüssen abhängig, u. a. von der Größe des Lichtfleckes auf der Netzhaut. In den Technischen Regeln zur Arbeitsschutzverordnung zu künstlicher optischer Strahlung wird die Laserklasse 2 mit einer zulässigen Expositionsdauer von maximal 0,25 s bewertet. Dabei wird jedoch explizit darauf hingewiesen, dass der Lidschlussreflex keinen zuverlässigen Schutz darstellt und eine bewusste Abwendung erfolgen soll.

## Einflüsse auf den Lidschluss

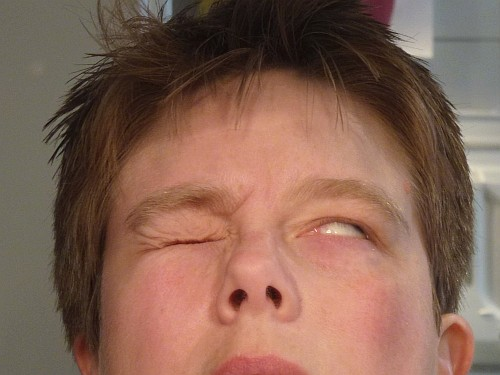
Bell-Phänomen bei Fazialislähmung mit Lagophthalmus

Der Reflex tritt sowohl bei Ausfall des afferenten als auch des efferenten Schenkels nicht mehr auf. Bei einer Lokalanästhesie am Auge ist er ein Indiz für deren Wirksamkeit. Er kann auch als ein Kriterium zur Einschätzung der Narkosetiefe herangezogen werden. Bei einer Fazialislähmung kommt es ebenfalls zu einem Ausbleiben des Reflexes,
jedoch nicht zum Ausbleiben des sogenannten Bell-Phänomens, welches durch eine Hebung des Augapfels nach oben mit Sichtbarwerden der Sclera beim Versuch des Schließens der Augen gekennzeichnet ist.
Beim paralytischen Lagophthalmus kommt es auf Grund der Lähmung der Lidmuskeln zum Unvermögen des vollständigen Lidschlusses. Der Lidschluss stellt sich dauerhaft (z. B. bei Blindheit) oder kurzfristig (z. B. bei Einfluss von Reizstoffen wie Capsaicin) ein.
Ein induzierter Lidschluss löst zudem zwei unterschiedliche Phänomene aus:
- das Bellsche Phänomen, welches sich in der unwillkürlichen Bewegung beider Augäpfel nach oben und außen äußert, eine Position, die sie auch während des Schlafes einnehmen
- das Westphal-Piltz-Phänomen, das sich in einer Verengung der Pupille ausdrückt.

## Schwimmen und Tauchen
Zur Gewährleistung der räumlichen Orientierungsfähigkeit im Wasser (auch bei einem Sturz oder dem Verlust einer Schwimmbrille) ist das Öffnen der Augen erforderlich. Die Überwindung des Lidschlussreflexes muss daher im Anfänger-Schwimmunterricht gezielt geübt werden.

## Kontaktlinsenträger
Nur aufgrund der Tatsache, dass es sich beim Lidschlussreflex um einen Fremdreflex handelt (und nicht um einen Eigenreflex), ist es überhaupt möglich, Kontaktlinsen ohne Festhalten des Augenlides in das Auge einzusetzen. Kontaktlinsenträger gewöhnen sich diesen Reflex ab und können dann direkt die Hornhaut berühren.

## Reflexkontrolle bei der Schlachtung
Über den Lidschlussreflex wird bei der Schlachtung der Hirntod von Schlachttieren nach dem Ausbluten kontrolliert.